# Neoplan N407
Neoplan N407 – najkrótszy autobus produkcji Neoplan. Zaprezentowany został po raz pierwszy w 1983 roku, kiedy od połowy lat 70. na rynku niemieckim nie było żadnego autobusu małej pojemności. 
Jako pierwszy autobus MINI spełniał niemieckie standardy VÖV. Blisko ośmiometrowe nadwozie posiada dwoje drzwi o układzie 1-1-0 lub 1-2-0. Neoplan N407 na pokład zabiera 52 pasażerów, w tym 27 na miejscach siedzących (w zależności od wersji wyposażenia pojazdu).
W 1986 roku przeprowadzono modernizację modelu polegającą m.in. na zmianie wzoru ściany czołowej oraz na zmianie silnika.
Autobusy te służyły w Polsce na bezpłatnych liniach autobusowych prowadzących do marketów. Jeden z Neoplanów służył do niedawna także m.in. w Skarżysku-Kamiennej. N407 dostarczane były do polskich przewoźników w latach 2001-2005.